# Торопово (Великоустюзький район)
То́ропово (рос. Торопово) — присілок у складі Великоустюзького району Вологодської області, Росія. Входить до складу Мардензького сільського поселення.

## Населення
Населення — 2 особи (2010; 0 у 2002).